# Matt Dillahunty
Matthew Dillahunty (31 de marzo de 1969) es un orador público y personalidad de internet estadounidense. Fue presidente de Atheist Community of Austin entre 2006 y 2013, presentador del programa The Atheist Experience desde 2005 y anfitrión del programa de radio en internet Non-Prophets Radio, y fundador y colaborador de la enciclopedia de contra-apologética Iron Chariots y sitios subsidiarios.

## Creencias
Es abiertamente ateo, defensor de la separación de iglesia y estado.

## Antecedentes
Es conocido por participar con cierta regularidad en debates formales y hablar en organizaciones seculares y sitios universitarios, como parte de la Oficina de la Secular Student Alliance junto con otros activistas. Viajó a Australia en marzo de 2015 como miembro de Unholy Trinity Tour. En abril de 2015 fue orador invitado en la Sociedad de Escépticos de Merseyside.

## Biografía
Durante más de veinte años fue cristiano fundamentalista dentro de la religión estadounidense Convención Bautista del Sur. Estuvo ocho años en la Marina.
Se propuso a reafirmar su fe con los planes de asistir al seminario y continuar con una vida en el ministerio. Intentando reforzar su fe, empezó a investigar de forma constante sobre más temas que le llamaran la atención. Después de los primeros años, consideró que «la razón lo obligó a reconocer que su fe no sólo había sido debilitada por sus estudios: había sido completamente destruida».
Empezó a leer a
Voltaire (1694-1778),
Robert Ingersoll (1833-1899),
Farrell Till (1933-2012),
Richard Dawkins (1941-) y
Dan Barker (1949-)
y a otros, que lo ayudaron a tener un pensamiento crítico sobre las religiones.
Continuó estudiando filosofía, religión, ciencia, historia, y varios temas en pos de comprender más la realidad y disfrutar de su vida.